# سیارک ۱۲۱۷
سیارک ۱۲۱۷ (به انگلیسی: 1217 Maximiliana، نامگذاری:1932EC) هزار و دویست و هفدهمین سیارک کشف شده‌است که در ۱۳ مارس ۱۹۳۲ کشف شد.
قدر مطلق سیارک برابر ۱۲٫۵۰ است.